# Ranunculus staubii
Ranunculus staubii är en ranunkelväxtart som beskrevs av Sóo. Ranunculus staubii ingår i släktet ranunkler, och familjen ranunkelväxter. Inga underarter finns listade i Catalogue of Life.